# Éco-Trail de Paris Île-de-France
L'Éco-Trail de Paris Île-de-France est un trail qui se déroule en Île-de-France sur plusieurs communes de l'ouest Parisien. La première édition a eu lieu en 2008 avec 815 participants au départ.
La manifestation compte plusieurs courses (le trail 80 km, le trail 50 km, le trail 30 km, le 18 km TwinSanté 92, 4 marches nordiques dont 1 chronométrée de 30 km et 8 randonnées) au cours d'un week-end.

## Histoire
La manifestation est gérée par l'association Les Trailers de Paris-Île-de-France qui promeut la pratique de la course à pied en général et du trail en particulier.
Dès 2008, on voit apparaître le trail de 80 km et la Twin Santé qui le 16 février 2008, permettent d'atteindre le nombre de 1400 participants.
Le choix des organisateurs est de cibler leur communication sur les Franciliens afin de produire peu d’émissions de CO2,.

## Les courses

### Le trail80km
Le trail 80 km est l'épreuve emblématique, en 2008 elle a rassemblé 815 personnes. Avec une arrivée au 1er étage de la Tour Eiffel, c'est elle qui a fait connaître l'évènement. Partant de Saint-Quentin-en-Yvelines, le parcours emprunte à 93 % des sentiers et traverse trois départements : les Yvelines, les Hauts-de-Seine et Paris.

### La18kmTwinSanté 92
Épreuve qui existe depuis l'origine, elle a pour vocation de faire découvrir la pratique du Trail. Son format est unique, les participants courent à 2 du début à la fin avec le même numéro de dossard mettant en avant le principe de solidarité très présent dans les Trails. Pas chronométrée cette épreuve permet de découvrir le Trail sans stress. Possibilité existe de participer en solo ou en duo. En 2008, elle compte plus de 250 équipes venu faire un trail non chronométré.
À partir de 2010, la distance est fixée à 18 km, contre les 20 km des deux premières éditions.
Départ par vagues de 200 coureurs sur un créneau de 1 heure

### Les randonnées
Arrivées en 2009, elles permettent de toucher un public plus large. Elles partent chacune d'un département différent de l'Île-de-France et convergent toutes vers la Tour Eiffel, où un repas est servi à tous les participants.
2009 : cinq épreuves, Paris, Yvelines, Hauts-de-Seine, Seine-Saint-Denis et Val-de-Marne.
2012 : six épreuves, ajout de l'Essonne.
2014 : huit épreuves, rajout de la Seine-et-Marne et du Val-d'Oise.

### Le trail50km
Le trail 50 km fait son apparition en 2010 pour répondre à la demande d'un trail moins long. Son départ se fait du parc du château de Versailles.

### Le trail30km
C'est en 2012 qu'est proposée une nouvelle épreuve, le trail 30 km, dans le but de satisfaire le plus grand nombre de participants débutants ou confirmés.

### La marche nordique chronométrée30km
La marche nordique chronométrée 30 km apparait en 2013. Le parcours est identique à celui du trail 30 km. Elle s'ajoute aux 3 autres marches nordiques non chronométrées déjà existantes, pour faire face au développement de la discipline et proposer une véritable compétition.

## Palmarès80km

### Classement hommes
| Edition | Médaille d'or                                       | Médaille d'argent                                   | Médaille de bronze                                  |
| ------- | --------------------------------------------------- | --------------------------------------------------- | --------------------------------------------------- |
| 2008    | Wouter Hamelinck                                    | Lorenzo Trincheri                                   | Denis Caillibot                                     |
| 2009    | Emmanuel Gault                                      | Damien Vierdet                                      | Benoit Laval                                        |
| 2010    | Thierry Breuil                                      | Emmanuel Gault                                      | José Azevedo                                        |
| 2011    | Fabien Antolinos                                    | Emmanuel Gault                                      | Erik Clavery                                        |
| 2012    | Erik Clavery                                        | Emmanuel Gault                                      | Fabien Antolinos                                    |
| 2013    | Sylvain Court                                       | Aitor Leal Irastorza                                | David Pasquio                                       |
| 2014    | Emmanuel Gault                                      | Fabien Chartoire                                    | Vincent Viet                                        |
| 2015    | Emmanuel Gault                                      | Yoann Stuck                                         | Fabien Chartoire                                    |
| 2016    | Nicolas Duhail                                      | Yoann Stuck                                         | Emmanuel Gault                                      |
| 2017    | Emmanuel Gault                                      | Nicolas Duhail                                      | Yann Nourry                                         |
| 2018    | Emmanuel Meyssat                                    | Emmanuel Gault                                      | Didrik Hermansen                                    |
| 2019    | Benoit Cori                                         | Jonathan Parise                                     | Steve Leclerc                                       |
| 2020    | Course annulée en raison de la pandémie de Covid-19 | Course annulée en raison de la pandémie de Covid-19 | Course annulée en raison de la pandémie de Covid-19 |
| 2021    | Benjamin Polin                                      | Nicolas Duhail                                      | Fabrice Le Calvez                                   |
| 2022    | Nicolas Duhail                                      | Benedikt Hoffmann                                   | Yoann Stuck                                         |
| 2023    | Yoann Stuck                                         | Benedikt Hoffmann                                   | Nicolas Duhail                                      |
| 2024    | Ambroise Bonfils                                    | Didrik Hermansen                                    | Ugo Ferrari                                         |
| 2025    | Andreu Simon Aymerich                               | Loïc Rolland                                        | Corentin Play                                       |

### Classement femmes
| Edition | Médaille d'or                                       | Médaille d'argent                                   | Médaille de bronze                                  |
| ------- | --------------------------------------------------- | --------------------------------------------------- | --------------------------------------------------- |
| 2008    | Anne Valero                                         | Brigitte Bec                                        | Rose Annie Fleureau                                 |
| 2009    | Irina Malejonock                                    | Rose Annie Fleureau                                 | Cécile Nissen                                       |
| 2010    | Laurence Klein                                      | Maud Giraud                                         | Virginie Govignon                                   |
| 2011    | Aurélia Truel                                       | Anne Valero                                         | Brigitte Bec                                        |
| 2012    | Fiona Porte                                         | Nathalie Mauclair                                   | Virginie Govignon                                   |
| 2013    | Laurence Klein                                      | Margrethe Logavlen                                  | Géraldine Heuzé                                     |
| 2014    | Simona Morbelli                                     | Annabelle Souriau                                   | Anouk Lahache                                       |
| 2015    | Badia El Hariri                                     | Sylvaine Cussot                                     | Simona Morbelli                                     |
| 2016    | Sylvaine Cussot                                     | Marion Delage                                       | Sylvie Hascoet                                      |
| 2017    | Jasmin Nunige                                       | Sylvaine Cussot                                     | Carmen Maria Perez Serrano                          |
| 2018    | Sylvaine Cussot Gaelle Decorse                      |                                                     | Claire Bannwarth                                    |
| 2019    | Maryline Nakache                                    | Sylvaine Cussot                                     | Jennifer Lemoine                                    |
| 2020    | Course annulée en raison de la pandémie de Covid-19 | Course annulée en raison de la pandémie de Covid-19 | Course annulée en raison de la pandémie de Covid-19 |
| 2021    | Sylvaine Cussot                                     | Irène Aubree                                        | Paméla Léger                                        |
| 2022    | Maryline Nakache                                    | Camille Thiré-Monnier                               | Mélanie Egalon                                      |
| 2023    | Katie Schide                                        | Maryline Nakache                                    | Sylvaine Cussot                                     |
| 2024    | Manon Gras                                          | Manon Campano                                       | Quitterie Ribes                                     |
| 2025    | Anna Carlsson                                       | Agathe Teillet-Magot                                | Aurélie Grangé-Paul                                 |